# Janzenizmus

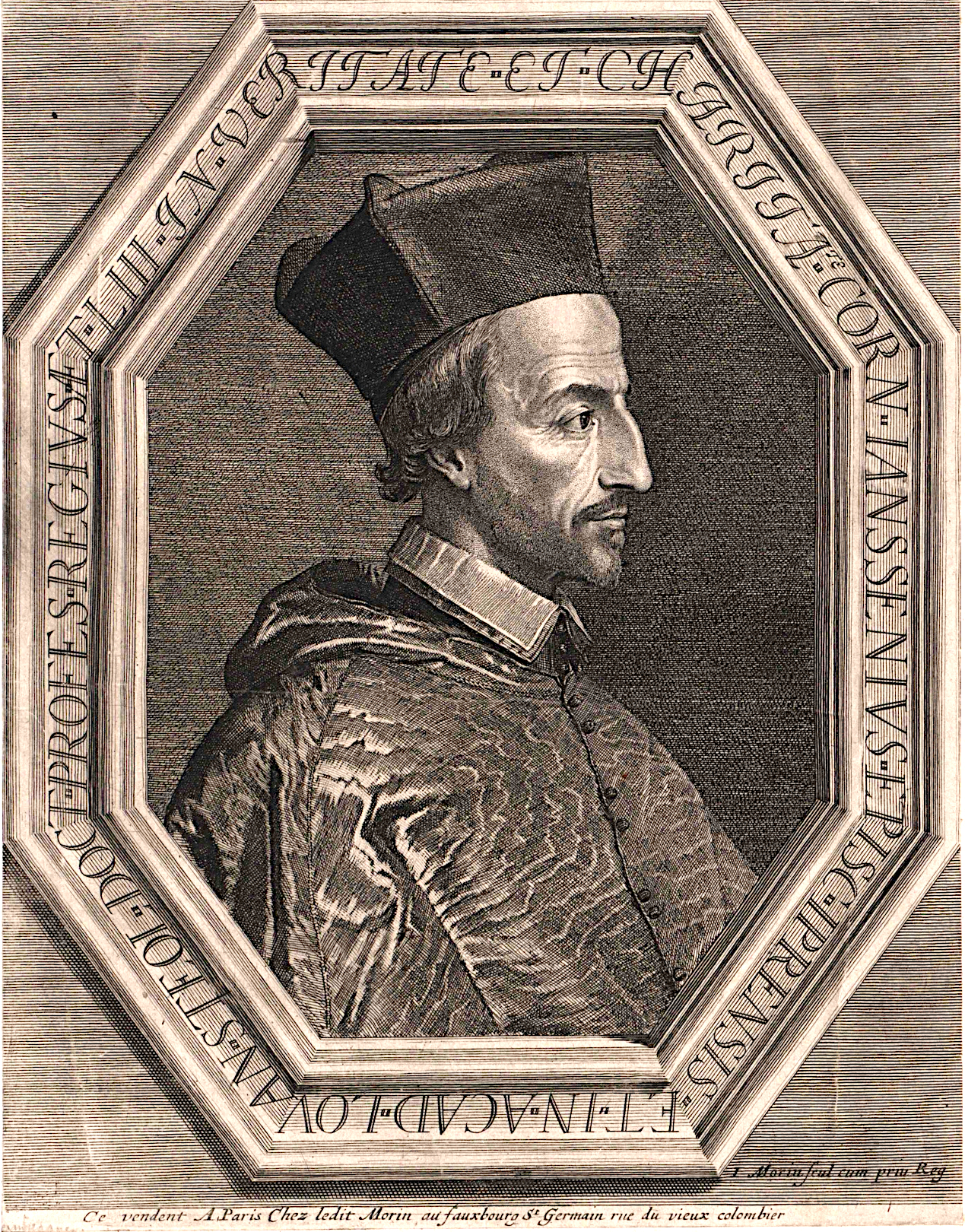
Cornelius Jansen

A janzenizmus Cornelius Jansen (1585–1638) németalföldi teológusról elnevezett 17. századi katolikus teológiai mozgalom, amely Szent Ágoston tanításához tartotta magát (jóllehet üdvtant dolgozott ki), és élesen szemben állt a jezsuitizmussal, támadta Luis de Molina nézeteit. A mozgalom Kálvinhoz közelálló tanokat is képviselt, és a kegyelem tanításának tana központi szereppel bírt.
A janzenizmus Franciaországban, Belgiumban, Hollandiában, Itáliában és Németországban jelentős számú követőre talált.

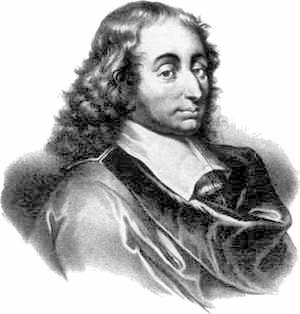
Blaise Pascal

Alapvonásai: a Szentírás és az egyházatyák kitüntetett szerepe, szívmisztika, a morális rigorizmus (amely szembefordult a jezsuitáknak felrótt laxizmussal), az ember bűnössége, vezeklési gyakorlatok, a világ tagadása, művészetellenesség, az akaratszabadság dogmájának tagadása és a predesztináció elvének vallása. Magukévá tették az episzkopalizmus gondolatát is, és a pápa tévedhetősége ügyében egyetemes zsinat összehívását szorgalmazták.
Központjuk a Versailles melletti Port-Royal-des-Champs  cisztercita apácakolostor volt, amelyet Antoine Arnauld úgynevezett Port-Royal-féle logikája és Pascal támogatása tett ismertté. 
A janzenizmust eretneknek ítélt tanai miatt az egyház – VIII. Orbán (1642-ben) és X. Ince pápa (1654-ben) –, és az állam is egyaránt üldözte, különösen Franciaországban. Sok janzenista Hollandiába költözött, ahol utrechti központtal önálló egyházat szerveztek. Ez volt az úgynevezett utrechti szakadás. Franciaországi tartózkodása alatt II. Rákóczi Ferenc is rokonszenvezett a janzenizmussal. 1730-ban betiltották, híveik 1899-ben egyesültek az ókatolikusokkal. Mindmáig vannak hittestvéreik.

## Szakirodalom
- Zolnai Béla: A janzenizmus európai útja, Budapest, 1933
- Czakó Jenő: A janzenizmus: egyetemes egyháztörténeti tanulmány, Cegléd, 1943
- Zolnai Béla: A janzenizmus kutatása Középeurópában, Kolozsvár, 1944
- Leszek Kołakowski: Isten nem adósunk semmivel. Néhány megjegyzés Pascal hitéről és a janzenizmusról; ford. Liska Endre; Európa, Budapest, 2000
- Tüskés Gábor – Christoph Schmitt-Maaß – Michel Marty (szerk.): Jansenisms and Literature in Central Europe / Jansenismen und Literatur in Mitteleuropa / Jansénismes et littérature en Europe centrale, Bern, Berlin, Bruxelles, Peter Lang Verlag, 2023, 646 p.